# The Amazing Spider-Man
The Amazing Spider-Man – główna seria komiksowa opowiadająca o losach Petera Parkera.

## Fabuła
Na skutek wypadku, nastoletni Peter zostaje ugryziony przez radioaktywnego pająka. Wkrótce chłopak odkrywa w sobie nadludzkie zdolności, które są olbrzymim zaskoczeniem. Z początku Peter próbuje wykorzystywać je do zarabiania pieniędzy. Gdy przez jego nieodpowiedzialne zachowanie ginie człowiek, Peter poprzysięga wykorzystywać swoje zdolności by bronić zwykłych ludzi. Od tej pory świat zna go jako "Spider-Mana".

## Ogólne informacje
Twórcami serii byli Stan Lee (scenariusz) oraz Steve Ditko (rysunki). Pierwszy zeszyt został wydany 1 marca 1963 roku. Od tamtej pory wydano 700 zeszytów serii, po czym w  2013 roku zamknięto tytuł i zastąpiono go serią The Superior Spider-Man, w której rolę Człowieka-Pająka przejął Otto Octavius (znany również jako Dr Octopus). W kwietniu 2014 roku miał miejsce powrót Petera Parkera, wznowiono wtedy serię The Amazing Spider-Man od pierwszego numeru.